# Hyperbaenus ustulatus
Hyperbaenus ustulatus är en insektsart som beskrevs av Heinrich Hugo Karny 1929. Hyperbaenus ustulatus ingår i släktet Hyperbaenus och familjen Gryllacrididae. Inga underarter finns listade i Catalogue of Life.